# Aggressive Measures
Aggressive Measures è il quarto album del gruppo musicale Sinister, pubblicato nel 1998.

## Tracce
1. Intro ("The Upcoming") – 1:14
2. Aggressive Measures – 3:42
3. Beyond the Superstition – 2:54
4. Into the Forgotten – 3:42
5. Enslave the Weak – 4:31
6. Fake Redemption – 3:17
7. Chained in Reality – 4:36
8. Emerged with Hate – 2:36
9. Blood Follows the Blood – 4:17

## Formazione
- Eric de Windt - voce
- Aad Kloosterwaard - batteria
- Bart van Wallenburg - chitarra
- Alex Paul - basso